# Tim Abeyie
Timothy Akwesi "Tim" Abeyie (* 7. November 1982, Westminster, London) ist ein ehemaliger britisch-stämmiger ghanaischer Leichtathlet, der sich auf die 200-Meter-Strecke spezialisiert hat und für Ghana antritt.
Er nahm an den Hallenweltmeisterschaften 2004, den Hallenweltmeisterschaften 2006 und den Europameisterschaften 2006 teil, ohne das Finale zu erreichen. Bei der Sommeruniversiade 2005 gewann er eine Silbermedaille in der 4-mal-100-Meter-Staffel.
Seine persönliche Bestzeit beträgt 20,57 s und wurde im Juli 2008 in Eton, Berkshire, erzielt.
Abeyie, der zuvor Großbritannien und Wales bei Wettbewerben auf Commonwealth-Ebene vertrat, ist seit Juni 2011 berechtigt, Ghana zu vertreten.
Abeyie wurde am 4. Juli 2015 in Kaiserslautern positiv auf Doping während eines Wettkampfes getestet. Am 12. Dezember 2016 wurde ihm ein vierjähriges Wettbewerbsverbot erteilt, das rückwirkend angewandt wurde. Sein Verbot galt vom 17. Juli 2015 bis zum 16. Juli 2019.